# Ciron (Indre)
Ciron település Franciaországban, Indre megyében. Lakosainak száma 523 fő (2022. január 1.). Ciron Chalais, Chitray, Migné, Oulches, Rosnay és Ruffec községekkel határos.

## Népesség
A település népességének változása:
| Lakosok száma | 647  | 522  | 529  | 504  | 542  | 562  | 572  | 543  | 528  | 523  |
|               | 1968 | 1982 | 1990 | 2006 | 2013 | 2015 | 2017 | 2019 | 2020 | 2022 |